# Tinodes aberrans
Tinodes aberrans är en nattsländeart som beskrevs av Douglas E. Kimmins 1962. Tinodes aberrans ingår i släktet Tinodes och familjen tunnelnattsländor. Inga underarter finns listade i Catalogue of Life.